# Born in the G.D.R.
Born in the G.D.R. ist ein Lied der Band Sandow aus dem Jahr 1988. Es ist der sechste Titel auf der Seite 1 der ersten Langspielplatte der Band, die im Jahr 1990 beim Label Amiga erschien.

## Geschichte
Bruce Springsteen hatte am 19. Juli 1988 ein Konzert auf dem Gelände der Radrennbahn Weißensee in der Deutschen Demokratischen Republik („DDR“, englisch: „G.D.R.“) vor mindestens 160.000 Zuschauern gegeben, wobei auch sein Titel Born in the U.S.A. gespielt wurde. Kai-Uwe Kohlschmidt, Sänger und Mitgründer der noch jungen ostdeutschen Punk-Band Sandow aus Cottbus, hatte sich das Konzert im Fernsehen angeschaut. Kurz zuvor, am 16. Juni 1988, war er live dabei, als James Brown in Weißensee aufgetreten war. Dabei hatte Kohlschmidt nach eigener Aussage erlebt, „wie die Ostmusiker im Vorprogramm ausgepfiffen oder ignoriert wurden und wie das Publikum sehnsüchtig auf den großen Weststar wartete“. Einen Tag nach dem Springsteen-Konzert nahm die Band im Studio in nur einer Stunde den Song Born in the G.D.R. auf, mit einem Tempo von 127 bpm in der Tonart a-Moll. Bei einem Konzert der Band im Herbst 1988 bei einer von der FDJ organisierten Veranstaltung in Suhl aufgeführt, nahm ihn das Jugendradio DT64 auf und brachte den Titel im Programm. Die Langspielplatte Stationen einer Sucht, auf der der Titel enthalten ist, war im Februar 1989 fertiggestellt; die Veröffentlichung erfolgte aber erst ein Jahr später nach dem Mauerfall.
Im Text bezieht sich die Band auf die beim Bruce-Springsteen-Konzert laut den Refrain von dessen Hymne Born in the U.S.A. mitsingenden Fans aus der DDR, die einen solchen Nationalstolz auf ihr Land nie zeigten.

„Wir können bis an unsere Grenzen geh’n / Hast du schon mal drüber hinweg geseh'n / Ich habe 160.000 Menschen geseh'n / Die sangen so schön / (...) / Born in the G.D.R.“

Das Lied enthält sprachliche Anspielungen auf die von Kurt Hager am 8. April 1987 mit den Worten „Würden Sie, (...) wenn Ihr Nachbar seine Wohnung neu tapeziert, sich verpflichtet fühlen, Ihre Wohnung ebenfalls neu zu tapezieren“ veröffentlichte Verweigerung der DDR-Führung, dem Reformkurs von Michail Gorbatschow zu folgen („Wir bauen auf und tapezieren nicht mit“), auf den von der DDR-Führung als Repräsentantin und Aushängeschild des Landes gesehenen Eiskunstlauf-Star Katarina Witt („Wir sind sehr stolz auf Katarina Witt“) und auf die innerdeutsche Grenze („Wir können bis an unsere Grenzen geh’n“).

„Und es gibt natürlich direkte Reaktion auf so was, wenn Springsteen singt ‚Born in the U.S.A.‘ was dann Hunderttausende mitgesungen haben, dann macht eine kleine DDR-Band aus der Punk-Szene, Sandow, in Cottbus, ein Lied ‚Born in the GDR‘ und wollen genau das andere damit sagen: Ich bin nicht stolz auf die DDR, ich bin aber in der DDR geboren und ich will jetzt hier verdammt was anfangen und was verändern, (...).“

Nach der politischen Wende gewann das Lied wieder an Bedeutung; laut Kohlschmidt entwickelte es „wegen der markanten Headline“ ein Eigenleben, Anfang der 1990er Jahre sei es von Teilen der ehemaligen DDR-Bevölkerung an das Gefühl eines Verlusts (im Sinne eines „Kolonisiertwerdens“) nach dem Ende der DDR gekoppelt worden. Die Band spielte den Titel auf Publikumswunsch zunächst weiter bei Konzerten, strich ihn dann aber aus ihrem Live-Programm.

„Da ist so eine falsch verstandene Wärme, die man im Nachhinein in die DDR interpretieren will.“

Seit Mitte der 1990er-Jahre gehörte das Lied wieder zum Repertoire der Band bei Konzerten. Ab 1997 unterlegte die Band dabei das Lied mit einem „bombastisch-klebrigen Sound“. Im Jahr 1998 erschien auf der EP Born eine neu eingespielte Version des Songs.
Das Lied ist Bestandteil der Sammlung des Zeitgeschichtlichen Forums Leipzig.
Auf dem im Jahr 2022 zum 40. Bandjubiläum erschienenen Album Kinder des Verbrechens singt Bela B. als Gast den Song.

## Versionen
- 1990: auf der LP Stationen einer Sucht (3:30 min)[12]
- 1997: auf der EP Born (6:20 min)[13]
- 2007: live auf der CD Live 2007/08[14]
- 2022: feat. Bela B. auf der CD Kinder des Verbrechens (40 Jahre Best Of)[15]